# Mimela holochalcea
Mimela holochalcea är en skalbaggsart som beskrevs av Ohaus 1917. Mimela holochalcea ingår i släktet Mimela och familjen Rutelidae. Inga underarter finns listade i Catalogue of Life.